# Malicorne (Yonne)
Pour les articles homonymes, voir Malicorne.
Malicorne est une ancienne commune française située dans le département de l'Yonne au nord de la Bourgogne en région Bourgogne-Franche-Comté. Elle est devenue le 1er janvier 2016 une commune déléguée de la commune nouvelle de Charny Orée de Puisaye. Les habitants se nomment les malicorniens. 

## Géographie
Le village de Malicorne est situé au carrefour de la D18 reliant Saint-Martin-sur-Ouanne à Champignelles et de la D208 reliant Saint-Denis-sur-Ouanne à Marchais-Beton. Il domine la vallée du Branlin. 
Son territoire est arrosé à l'ouest par le Branlin grossi de l'Agréau (également appelé le Four) et limité au nord-est par l'Ouanne.
Il culmine aux Guidas à 188 m et descend jusqu'à 148 m dans la vallée du Branlin à la limite de Saint-Martin.
Les vallées sont vouées aux prairies naturelles et à l'élevage, tandis que les plateaux alternent cultures de céréales et boqueteaux. La Forêt de Malicorne, dont le nom pompeux est peut-être la trace d'un ancien massif défriché, ne compte guère que 58 hectares, tandis que le bois du parc de Hautefeuille en compte environ 75.[réf. nécessaire]

### Lieux-dits et écarts
Les lieux-dits suivis d'une astérisque sont situés à l'écart de la route indiquée.
A
- Les Anceaux*,          Rte de Champignelles (D 18)

B
- Les Baudons*,          Rte de Champignelles (D 18)
- Beaumarchais*,         Rte de Tannerre
- Les Benoîts*,          Rte de Saint-Denis-sur-Ouanne
- Les Bertandières*, en partie sur Marchais-Beton (D119)

C
- Le Chêne Vert,         Rte de Marchais-Beton (D 208)

D
- Les Davids,            Rte de la Forêt
- Les Delamour*,         Rte de Marchais-Beton (D 208)
- La Dorinière*, route de l'Ordereau

E
- Ferme de l'Étang,      Rte de Tannerre

F
- Les Fleuris*,          Rte de Tannerre
- La Forge,              Rte de Marchais-Beton
- La Fouquinerie,        Rte de Marchais-Beton (D 208)
- Les Frelats,           Rte de Champignelles (D 18)

G
- La Gaudarderie*,       Rte de Marchais-Beton (D 208)
- La Goulaterie,         Rte de la Forêt
- La Grenouille*,        Rte de Marchais-Beton (D 208)
- La Guérinière,         Rte de Marchais-Beton (D 208)
- Les Guidas*,           Rte de Champignelles (D 18)

H
- Château Hautefeuille*, Rte de Grandchamp (D 18)
- La Forge,              Rte de Marchais-Beton (D 208)

L
- (Les Comtes),          en partie sur Grandchamp

M
- La Montagne*,          Rte de Marchais-Beton (D 208)
- Les Moreaux,           Rte de la Forêt
- Les Morins*,           Rte de Marchais-Beton (D 208)

N
- Les Noues,             Rte de Marchais-Beton (D 208)

O
- L'Ordereau*,           Rte de Marchais-Beton (D 208)

P
- Le Plessis*,           Rte de Grandchamp (D 18)

R
- Les Royers,            Rte de la Forêt

S
- Les Sablons*,          Rte de Tannerre
- Le Sault Pinard*,      Rte de Champignelles (D 18)

V
- Les Vallées*,          Rte de Champignelles (D 18)
- Les Vernelles*,        Rte de Marchais-Beton (D 208)

## Toponymie
Les différents noms de Malicorne au cours des siècles :
- 1120 : Malicornium[2]
- 1168 : Malicornia[3]
- 1183 : Maricorne[4]
- 1210 : Moricornia[5]
- 1235 : Malicornia[6]
- 1453 : Mallicorne[7]

Le nom de Malicorne est réminiscent de seigneurs localement importants et redoutés, abusant de leurs privilèges : c'est la forme du XIe siècle Mal y corne, un endroit où il ne faisait pas bon frapper à la porte. Il existe  plusieurs lieux homonymes de la Sarthe à l'Allier.

## Histoire

### Préhistoire
Des pierres taillées et polies attestent de la présence humaine dès 60000 av. J.-C..

### Antiquité
À l'époque gauloise, le territoire occupé aujourd'hui par Malicorne fait partie de la cité des Sénons. En 476, il fait partie du Pagus vastinensis (Gâtinais), partie occidentale du comté (et de l'archevêché) de Sens.
Un pot de terre cuite contenant un trésor monétaire de 1 050 pièces de cuivre à l'effigie d'empereurs romains antérieurs à 300, est découvert dans un champ en 1956[réf. nécessaire].

### Moyen Âge
La seigneurie de Malicorne semble avoir été rendue héréditaire en 887 au profit de Guillaume de Malicorne, et les premiers seigneurs, alliés aux comtes de Sens (Fromonides), étendent si bien leurs domaines qu'en 1068, quand le roi Philippe Ier intègre le Gâtinais au domaine royal, les seigneurs de Malicorne tenaient en fiefs toutes les terres depuis Saint-Denis-sur-Ouanne jusqu'à Saint-Maurice-sur-Aveyron. Leurs revenus incluaient les forges sur le Branlin et le péage de Ponessant sur le chemin du sel de la Loire à L'Yonne[réf. nécessaire]. Vers 1220, Geoffroy de Malicorne possède des biens à Champignelles, Grandchamp et jusqu'à Louesme et même Tannerre.
Au XIIe siècle la lignée de Malicorne s'allie aux Courtenay, notamment Milon de Courtenay (mort en 1138). Aganon de Malicorne épouse Hodierne, cousine germaine de Henri le Sanglier, archevêque de Sens de 1122 à 1142. Entre 1108 et 1103 Geoffroy de Malicorne pourvoit à la fondation du prieuré de Cloie à quelques centaines de mètres au nord du village. Quelques années après, la famille contribue également à la fondation de l'abbaye de Fontainejean, à 6 km de Cloie[réf. nécessaire]. Le prieuré de Cloie est rattaché à l'abbaye bénédictine de Rozoy-le-Vieil en 1146. 
En 1120, la terre de Malicorne relève de la seigneurie de Charny et l'église dépendait de l'abbaye des Escharlis[réf. nécessaire]. 
Selon Gache, la lignée des Malicorne s'éteint vers 1230 ; mais Pattou donne Robert de Courtenay comme seigneur de Malicorne (entre autres lieux) dès 1205. Blanche de Courtenay, née avant 1220 et décédée en 1240[réf. nécessaire], apparaît alors comme dame de Malicorne[réf. nécessaire]. Elle est la fille de Robert de Courtenay (1168-1239), grand bouteiller de France (1223), seigneur de Champignelles et de Charny, et de Mahaut de Mehun-sur-Yèvres. 
Blanche de Courtenay est la première épouse de Louis de Sancerre (-1268), fils de Guillaume de Sancerre (~1175-1217), comte de Sancerre, seigneur de Saint-Brisson et de La Ferté-Loupière, et de sa deuxième épouse Marie de Charenton (°~1175 - avant 1210). 
Philippe de Saint-Vérain (vers 1256 - avant 1316), petit-neveu de la précédente, est seigneur de Bléneau et de Malicorne, commissaire réformateur au pays d'Auvergne. Fils d'Hughes de Saint-Vérain et Isabeau de Noyers, il est marié avec Jeanne vicomtesse de Joigny, dame de Rigny-Le-Ferron le 20 mars 1286.
Une période difficile s'ensuit. Dix ans après la grande peste de 1348 qui tue un tiers de la population française, le routier anglais Robert Knolles, à la solde du roi de Navarre et à la tête d'environ mille mercenaires anglo-gascons, s'empare de Châteauneuf et ravage la vallée de la Loire. Puis il arrive devant le château de Malicorne, que la chronique de Saint-Denis qualifie de forteresse, 
et s'en empare à la fin de 1358. Il ne l'a pas sitôt pris qu'il doit repousser Arnaud de Cervole et ses 2 000 hommes, que Charles V a recruté. Cervole vient de visiter le pape à Avignon et, passant par la sente des Bourguignons, 
rejoint le roi à Meaux avec ses troupes. Dans les environs de Saint-Sauveur il apprend la présence de Knolle à Malicorne et décide de l'attaquer. Mais malgré les renforts des habitants des villages voisins, plusieurs assauts n'ont pas raison de la pugnacité de Knolle, et Cervole doit repartir sur une défaite. Knolles fait de Malicorne son quartier général et s'en sert comme base pour piller les environs, prenant plusieurs châteaux (la Motte-Chanlay au ferrier de Tannerre, qui permet de piller les voyageurs vers Paris et où il laisse son lieutenant Dauquin de Halton responsable de la garde ; Régennes, qui met à rançon la navigation sur l'Yonne et où il laisse Jean de Dalton, …). 

Il pousse une pointe jusqu'à Auxerre en janvier 1359, mais est repoussé. Revenant dans ses pénates malicornais, il s'accorde avec des capitaines navarrais dont celui de Ligny-le-Châtel et d'autres installés de même façon que lui aux environs de Troyes. Entretemps la population auxerroise, toute à son succès, a la bêtise de renvoyer les troupes de gentilshommes qui l'ont défendue ; et Knolle prend Auxerre le 10 mars 1359. Malicorne ne suffisant pas à contenir tout son riche butin, il doit en mettre une partie à Châteauneuf. 

Le 24 octobre 1360, la signature du traité de Brétigny oblige Knolle à quitter les lieux. Ce qu'il fait de fort mauvais gré car les auxerrois lui doivent toujours la rançon de 40 000 florins qu'ils lui ont promise, et ni le roi Jean ni celui d'Angleterre ne daignent le soutenir dans ses efforts pour mettre la main sur ce pactole. Fort fâché, il quitte Malicorne après y avoir tout détruit, village et château, ainsi que tout ce qui est à portée de sa main aux alentours.
L'église de Malicorne a, au moins jusqu'au XIXe siècle, conservé les plus grandes dates de son histoire. Elles étaient gravées sur un mur de son chevet à la pointe d'un couteau ou d'un clou. La plus ancienne date est celle de la destruction de Malicorne : « l'an 135…, le chasteau de Malicorne par les Anglais fut destruict » - le dernier chiffre était effacé, et cette première gravure est très probablement erronée d'une année car Knolle n'a pas quitté Malicorne avant le traité de Brétigny en octobre 1360.

### Époque moderne
Après la période sombre des XIVe et XVe siècles, Malicorne passe dans la maison des Barres avec Didier (~1475 - avant 1514), seigneur de Hautefeuille (Malicorne) et Montcorbon (Loiret) époux de Marguerite de Piedefer et père de Marguerite des Barres, dame de Hautefeuille et en partie de la Fontaine l'Ermite (Perreux). Marguerite s'est mariée en 1514, avec François du Mesnil-Simon, fils de Louis du Mesnil-Simon, conseiller et maître d'hôtel du Roi, capitaine de la ville de Gray, chevalier, seigneur de Maupas et Morogues (Cher).
Après environ sept mois de veuvage, Marguerite s'est mariée une seconde fois le 10 août 1519 avec Pierre du Plessis, conseiller et maître d'hôtel de Catherine de Médicis, seigneur de Perigny (Loir-&-Cher), Bertault, Villarcels et Sarcelles. D'où:
Charles du Plessis, conseiller et maître d'hôtel ordinaire du roi Henri III, gentilhomme ordinaire de sa chambre, seigneur de Périgny (Loir-et-Cher), Montcorbon (Loiret), Hautefeuille, Malicorne et La Cour-Alexandre (Yonne), né vers 1525. Il demeurait à Hautefeuille (Malicorne, Yonne) lors du remariage de sa belle-sœur Louise de Vieilchâtel. Il épouse le 7 décembre 1557 Claude d'Étampes, dame en partie de Mont-Saint-Sulpice (Yonne) et Bouilly (Loiret). 
En 1632, Malicorne et Hautefeuille passent dans les mains des Texier, famille de parlementaires originaire de l'Orléanais, avec Germain Texier, conseiller au Parlement de Paris (1619), seigneur de Gontarvilliers. Il construit un nouveau château à Hautefeuille et prend dès lors le titre de baron de Malicorne et d'Hautefeuille. Il avait épousé Marie Perrot, d'où notamment :

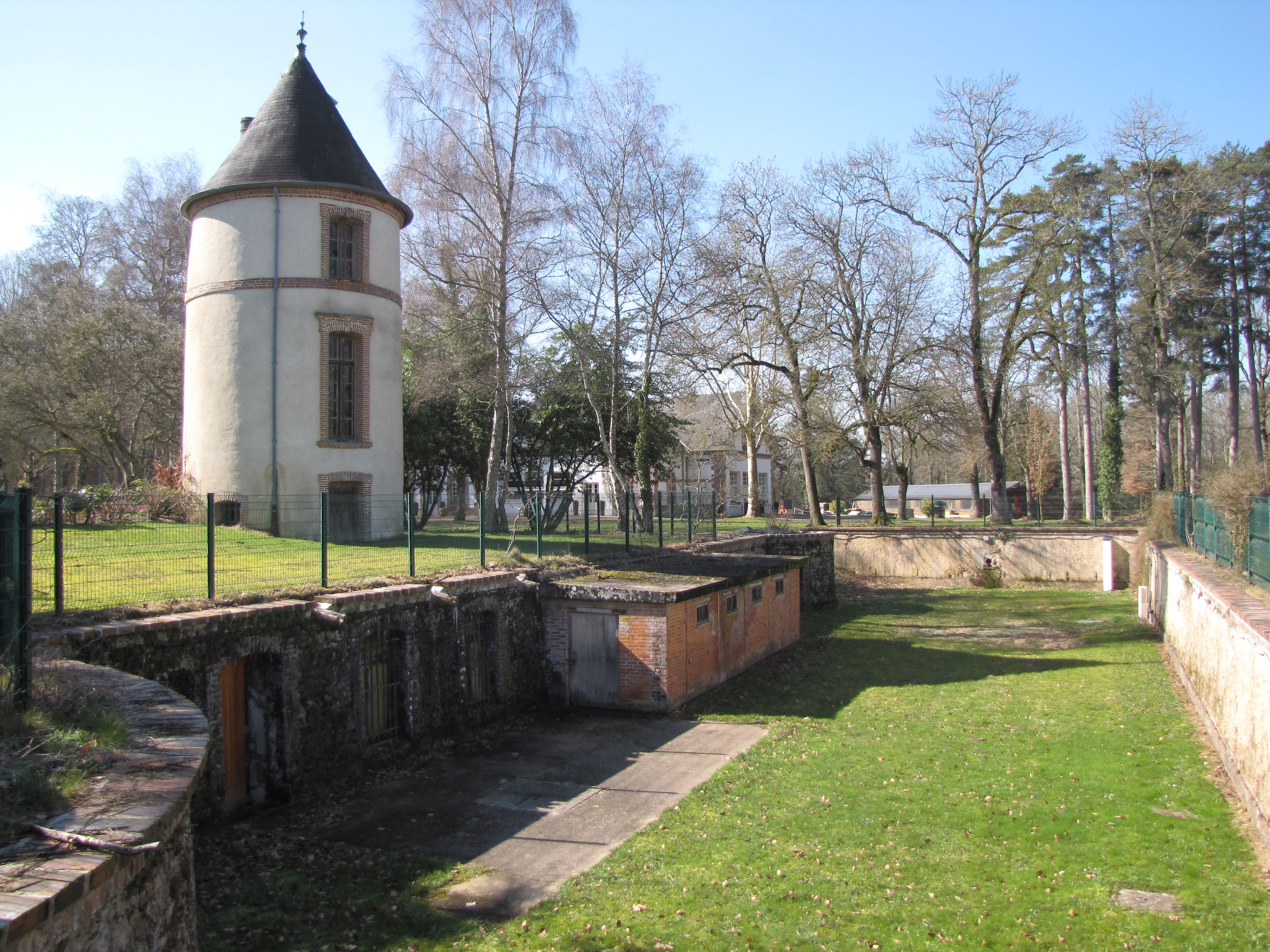
Modestes restes du château de Hautefeuille (Malicorne)

1. Germain Texier d'Hautefeuille, né en 1626, dont la descendance conserve les seigneuries de Malicorne et d'Hautefeuille jusqu'à la révolution ;
2. Étienne Texier d'Hautefeuille, chevalier de l'ordre de Saint-Jean de Jérusalem (1633), bailli de l'Ordre (1669), prieur d'Aquitaine (1691) à sa mort et ambassadeur extraordinaire de l'Ordre auprès de Sa Majesté[21]. Parallèlement, capitaine de la compagnie écossaise des gendarmes du Roi, capitaine et gouverneur des ville et château du Mont-Saint-Michel, lieutenant général des armées du roi (1677) et abbé commendataire de l'Abbaye du Mont-Saint-Michel de 1670 à 1702, décédé à Paris le 3 mai 1702 ;
3. Françoise Texier d'Hautefeuille, mariée en 1665[22] au marquis de Crèvecœur, maréchal de camps et armée du roi, gouverneur et bailli de Montargis, seigneur de Prunoy.

En 1812, le domaine de Hautefeuille est acheté par Antoine-Jean Séguier, premier président de la cour d'appel de Paris. On lui doit la décoration intérieure de l'église.
Le château de Hautefeuille a été détruit dans les années 1970 par la ville de Nanterre qui l'avait acquis pour y installer sa colonie de vacances.

## Politique et administration
| Période       | Période  | Identité         | Étiquette             | Qualité     |
| ------------- | -------- | ---------------- | --------------------- | ----------- |
|               |          |                  |                       |             |
| maire en 1973 | ?        | Christian Connet | Mouvement Réformateur | Cultivateur |
| mars 2008     | En cours | Daniel Roy,      |                       |             |

## Démographie
En 2013, la commune de Malicorne comptait 155 habitants. À partir du XXIe siècle, les recensements réels des communes de moins de 10 000 habitants ont lieu tous les cinq ans (2008, 2013, 2018 pour Malicorne). Les autres chiffres sont des estimations.
| 1793 | 1800 | 1806 | 1821 | 1831 | 1836 | 1841 | 1846 | 1851 |
| ---- | ---- | ---- | ---- | ---- | ---- | ---- | ---- | ---- |
| 455  | 457  | 457  | 428  | 436  | 423  | 452  | 480  | 533  |

| 1856 | 1861 | 1866 | 1872 | 1876 | 1881 | 1886 | 1891 | 1896 |
| ---- | ---- | ---- | ---- | ---- | ---- | ---- | ---- | ---- |
| 557  | 544  | 588  | 551  | 500  | 506  | 472  | 505  | 460  |

| 1901 | 1906 | 1911 | 1921 | 1926 | 1931 | 1936 | 1946 | 1954 |
| ---- | ---- | ---- | ---- | ---- | ---- | ---- | ---- | ---- |
| 456  | 408  | 380  | 348  | 333  | 301  | 295  | 318  | 304  |

| 1962 | 1968 | 1975 | 1982 | 1990 | 1999 | 2008 | 2013 | - |
| ---- | ---- | ---- | ---- | ---- | ---- | ---- | ---- | - |
| 259  | 214  | 202  | 196  | 190  | 183  | 164  | 155  | - |

## Lieux et monuments

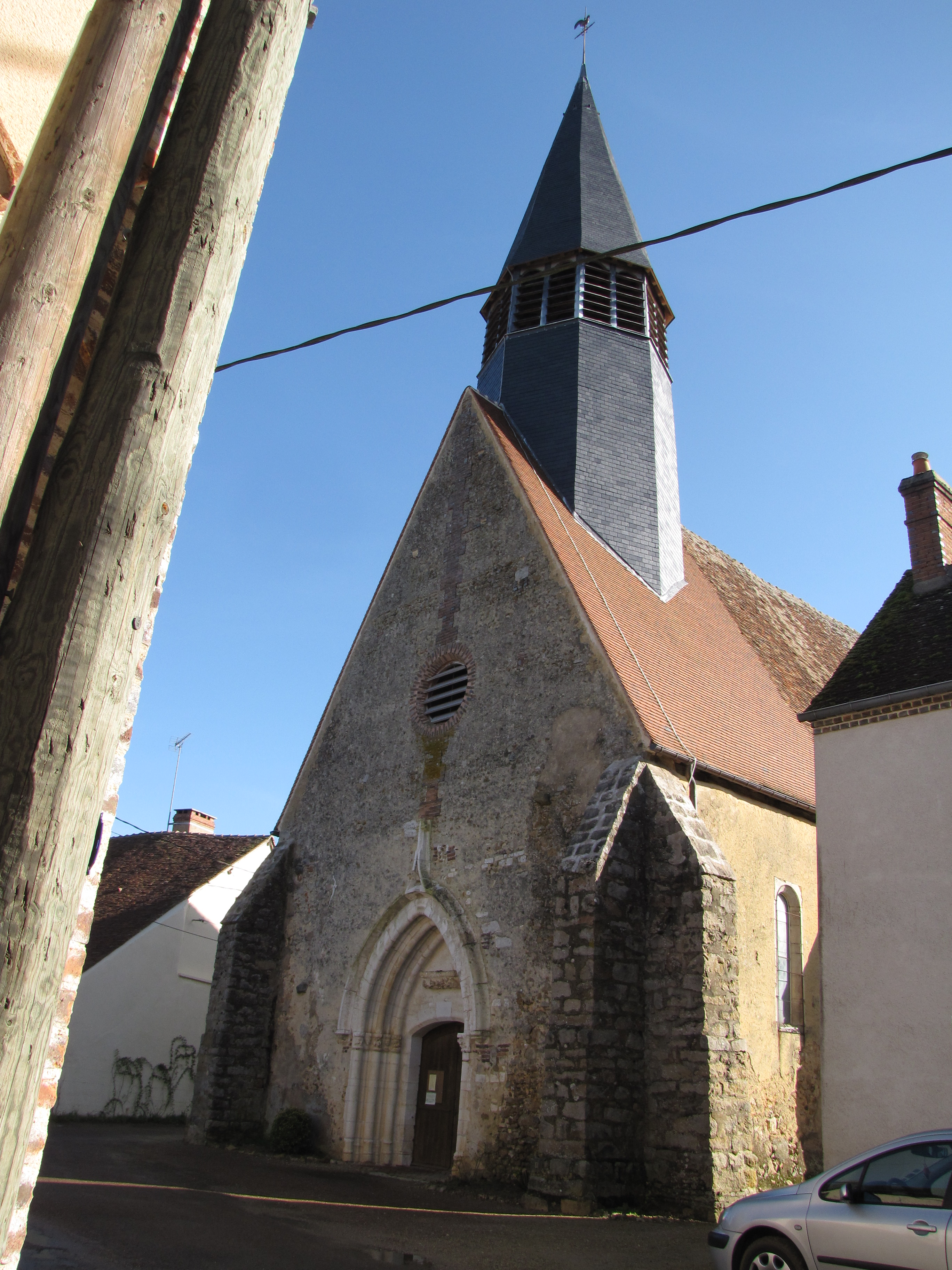
L'église Notre-Dame de l'Assomption.

Malicorne est connu du grand public par l'essai du célèbre astrophysicien Hubert Reeves intitulé Malicorne, qui traite des grandes énigmes de l'Univers à partir de l'observation de la nature autour du village où il passe ses vacances.
«  Au loin, par-dessus les nappes de feuillages, je revois le clocher de l'église de Malicorne. Cette modeste architecture, [...] reste encore à nos yeux le symbole de ce que nous ressentons en profondeur devant l'insondable mystère de la réalité.
 »
— Hubert Reeves, extrait de Malicorne – Réflexions d'un observateur de la nature.
L'église de Malicorne, dédiée à Notre-Dame-de-l'Assomption, date du XVe siècle. Elle a été construite sur les restes de celle du XIIIe siècle, détruite lors de la guerre de Cent Ans. Une poutre de gloire soutient trois statues en bois datant des XVe et XVIe siècles. Le portail vient de l'abbaye de Fontainejean (XIIe siècle). Le clocher du XVe siècle ayant été démoli par un orage au XVIe siècle, celui présent date de 1835. Le prolongement de la nef est orné de belles peintures. On y voit aussi plusieurs statues qui remontent peut-être au XVIe siècle, et deux petits retables.

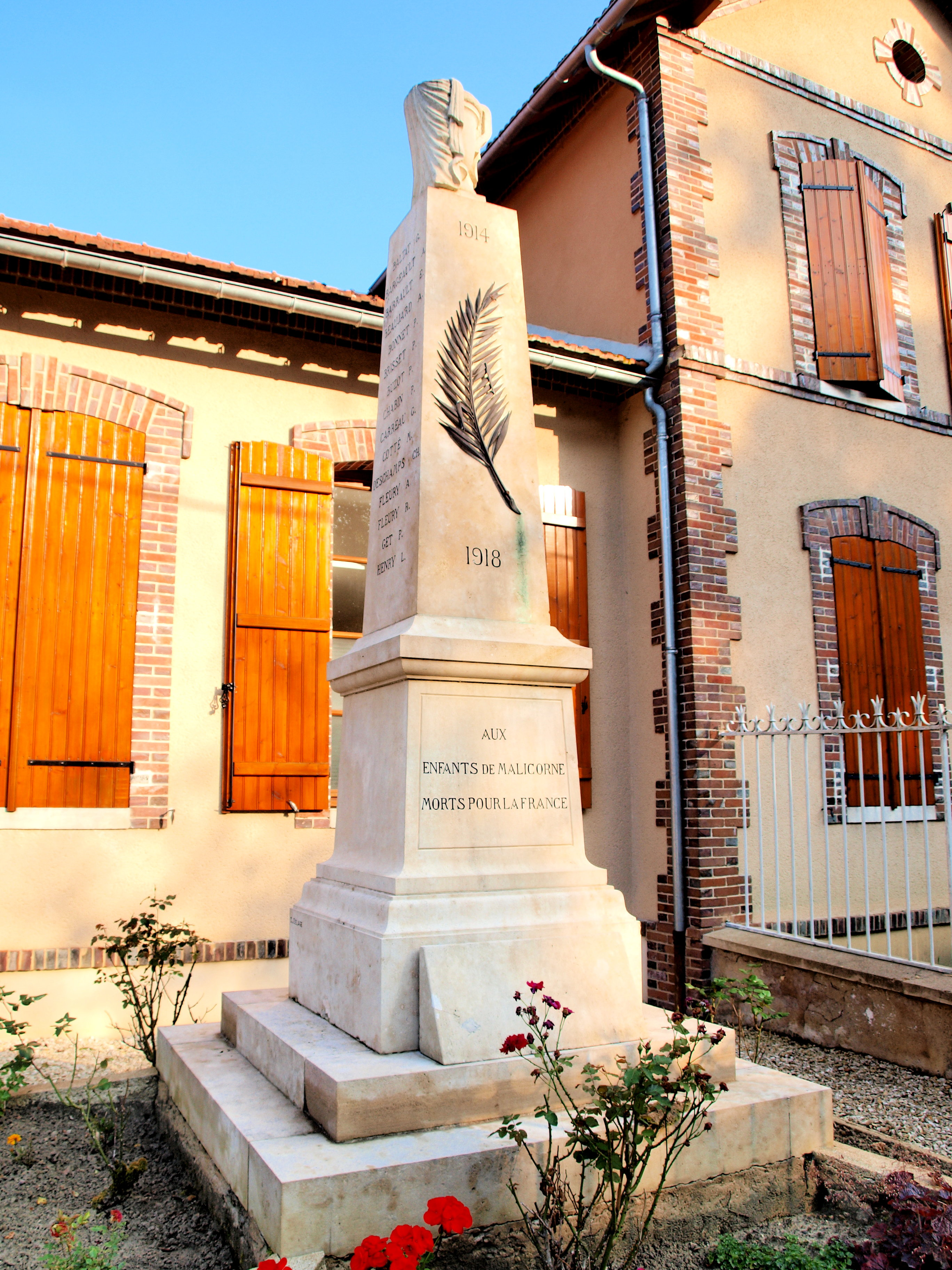
Le monument aux morts

Une inscription indiquait que le clocher de l'église fut mis à bas par un grand vent au XVIe siècle (les deux derniers chiffres de la date étant effacés).
Deux pierres tombales, scellées dans le chœur de l'église, portent les épitaphes suivantes :
| Ci-gît Jacques de Courtenay, écuyer seigneur du Chayne, Fort-Marville et Mocelard en Beauce, gentilhomme servant de Monseigneur le duc d'Anjou, frère du roi Henry III Lequel fut tué entre le Bréau et Dracy après Villiers St Benoît en se défendant très vaillamment & fut le XXIe jour d'août 1589 & fut envoyé quérir pour messire Charles du Plessis son oncle seigneur de ce lieu & p Gaucher de Raguyer escuyer seigneur des Tresle son beau-frère lequel a fait faire ceci en Mémoire de lui & prie toute gens d'honneur avoir souvenance de son âme en leurs prières |  | Ci-gît Jacques du Plessis, écuyer seigneur d'Asnières, La Grange Rouge & Bizieux, lequel fut tué entre le Bréau et Dracy après Villiers St Benoît combattant vaillamment & fut le XXIe jour d'août 1589 & fut envoyé quérir p messire Charles du Plessis son oncle seigneur de ce lieu & Guillaume du Plessis son frère lequel a fait faire ceci en Mémoire de lui & prie toute gens d'honneur avoir souvenance de son âme en leurs prières |  |

La femme de Jacques II de Courtenay du Chesne, Marie de Gauville, était en effet sœur d'Edmée femme de Gaucher Raguier, dont la mère Sidoine était une sœur de Charles du Plessis, seigneur de Malicorne et autres lieux.
Ce double assassinat est à placer dans le contexte du soulèvement général, appelé seconde Ligue, qui fit suite à l'exécution sommaire du duc de Guise (23 décembre 1588), suivie de l'assassinat du roi Henri III le 1er août 1589 par Jacques Clément (originaire de Sergines, Yonne). L'oncle Charles du Plessis était conseiller et maître d'hôtel ordinaire du roi Henri III.

Église Notre-Dame-de-l'Assomption à Malicorne :
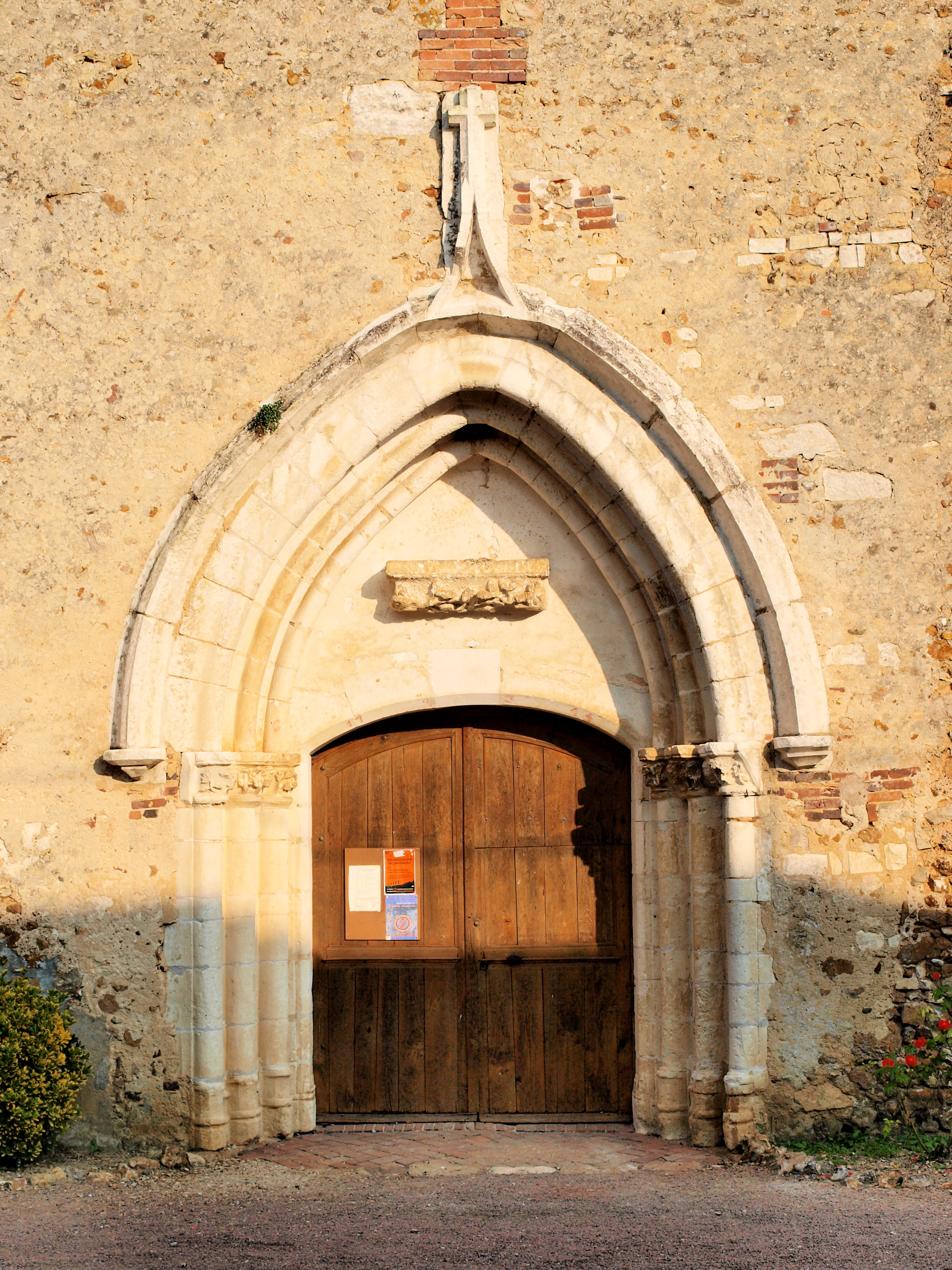
Portail, façade vers l'ouest
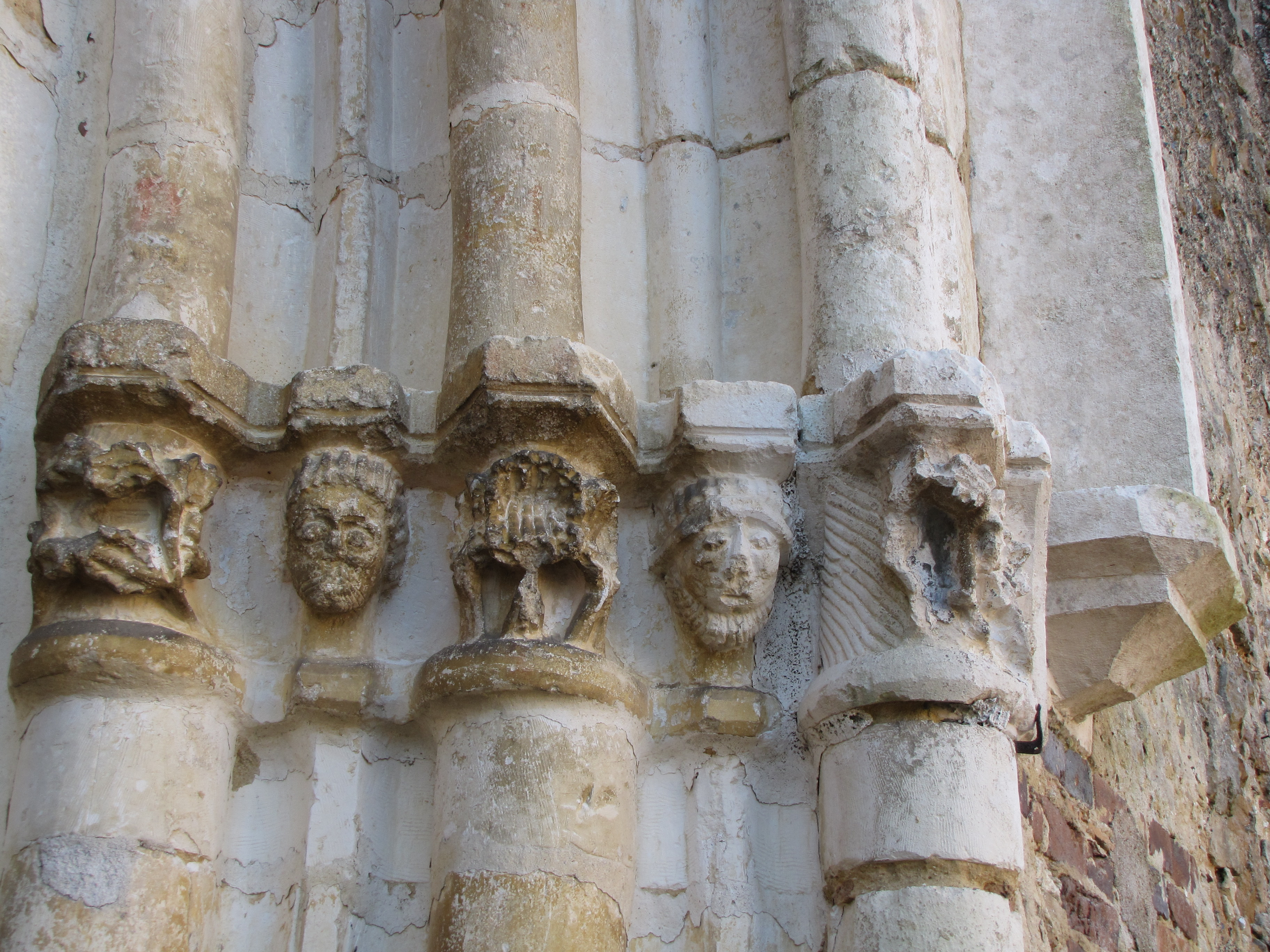
Chapiteaux des colonnes engagées du portail, à droite
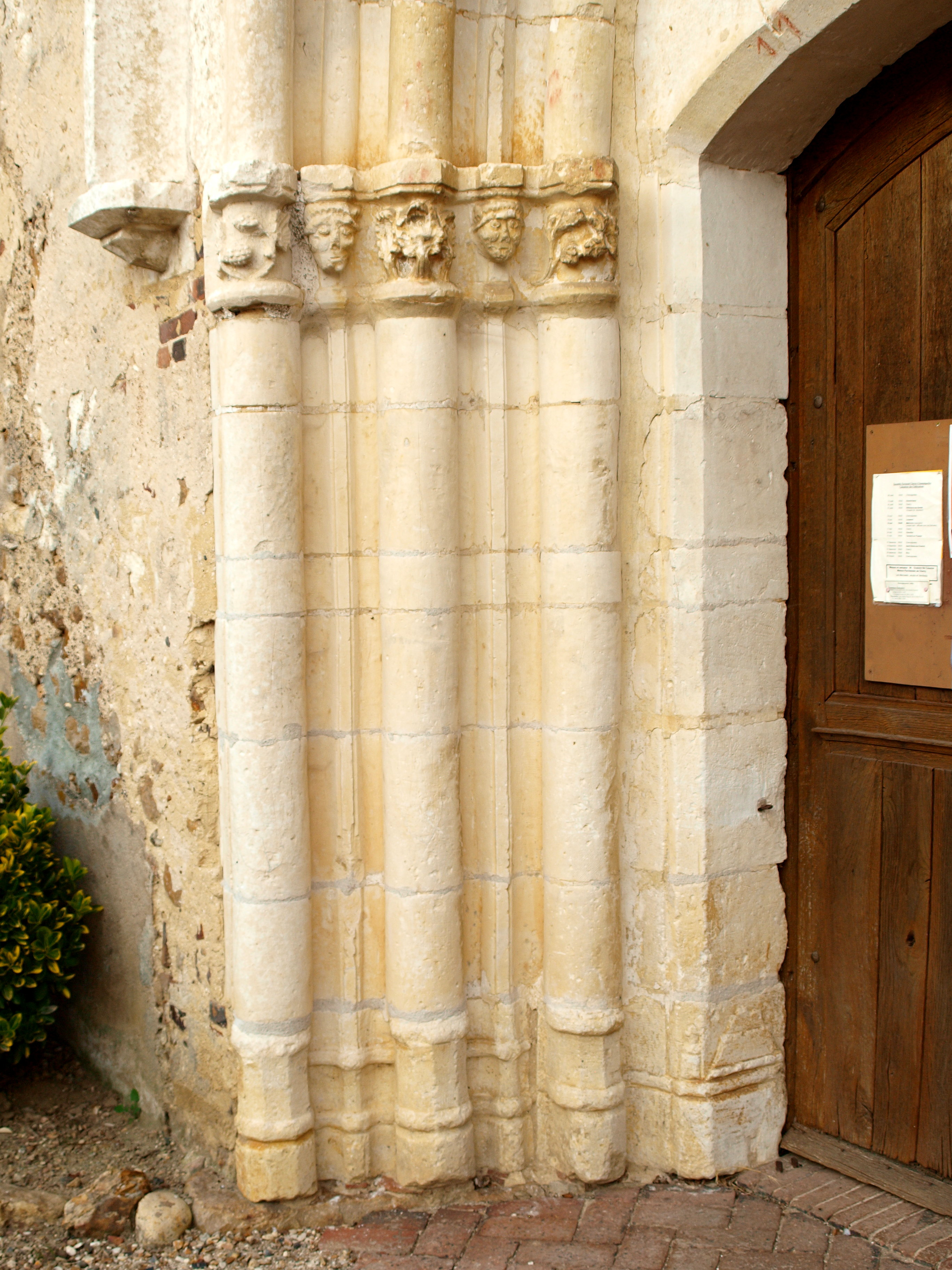
Colonnes engagées du portail, à gauche
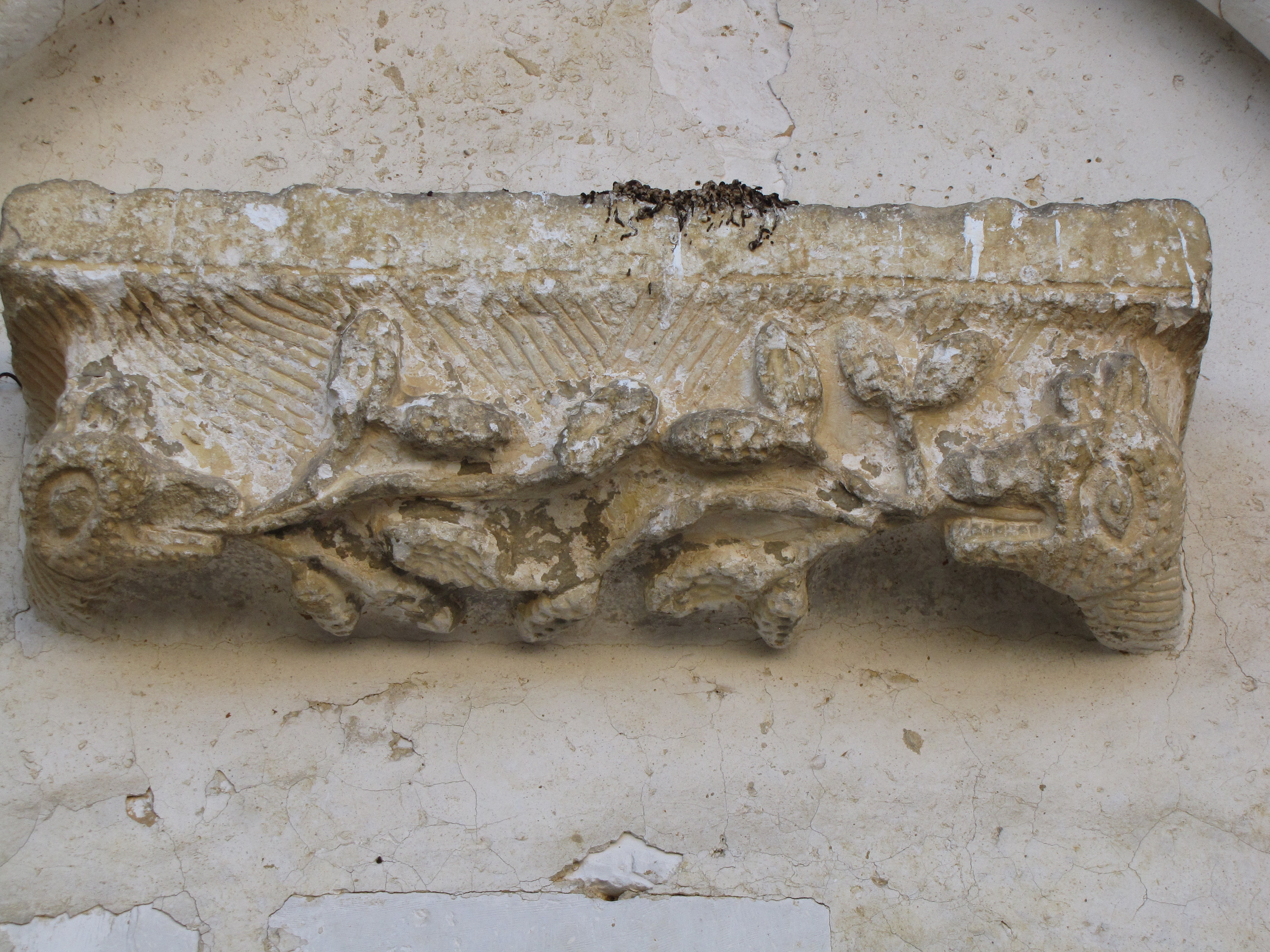
Socle du tympan (statue disparue, probablement une Pietà)

## Personnalités liées à la commune
- Robert Knolles, tristement célèbre routier anglais, qui ravagea la contrée depuis la forteresse de Malicorne en 1358-1360.
- Étienne Texier d'Hautefeuille, ambassadeur extraordinaire de l'ordre de Saint-Jean de Jérusalem près de Sa Majesté, prieur d'Aquitaine (1691), abbé commendataire de l'Abbaye du Mont-Saint-Michel de 1670 à 1702.
- Antoine-Jean Séguier (1768-1848)[15], premier président de la cour d'appel de Paris, propriétaire de Hautefeuille, à qui l'on doit la décoration intérieure de l'église, ainsi que celle de Saint-Martin-sur-Ouanne.
- Pierre-Augustin Caron de Beaumarchais tire son nom de la ferme de Beaumarchais à 2,5 km au sud-est du bourg — bien qu'il ne l'ait jamais possédée[30],[n 2].
- Hubert Reeves, astro-physicien et écrivain, y a possédé avec son épouse une résidence secondaire. Le village de Malicorne lui a inspiré l'un de ses ouvrages de vulgarisation les plus connus, Malicorne, Réflexions d'un observateur de la nature (1990, Le Seuil, Prix littéraire de la ville de Limoges, 1991)[31].

## Environnement
La commune inclut trois ZNIEFF :
La ZNIEFF de la vallée de l'Ouanne de Toucy à Douchy, totalisant 2 675 ha répartis sur 6 communes. Elle vise particulièrement les habitats d'eaux courantes (milieu déterminant) ; on y trouve aussi des tourbières, marais, prairies améliorées, cultures et bocages. À Malicorne, elle inclut largement la confluence du Branlin avec l'Ouanne.
La ZNIEFF de la vallée du Branlin de Saints à Malicorne, totalisant 2 464 ha répartis sur 8 communes. Elle vise également les habitats d'eaux courantes (milieu déterminant), et on retrouve les mêmes habitats que pour la ZNIEFF de la vallée de l'Ouanne de Toucy à Douchy sauf pour les prairies améliorées qui sont remplacées par des prairies humides et mégaphorbiaies.

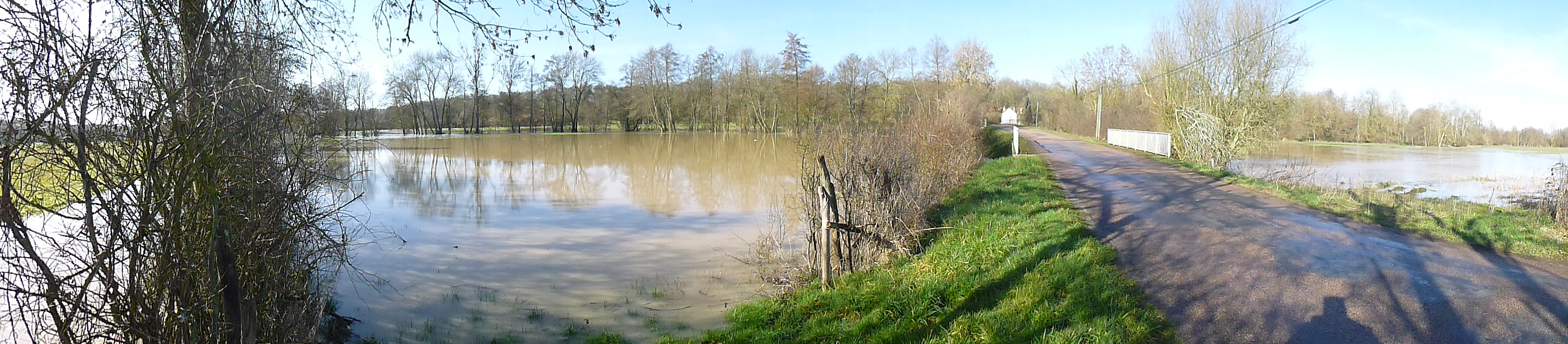
Route de Marchais-Beton, les débordements du Branlin - 25 février 2014

La ZNIEFF de l'étang de Malicorne, soit 8 ha sur la commune qui incluent environ 3 ha de la partie nord de l'étang au sud de la commune près de la Ferme de l'Etang (la partie sud de l'étang, où se trouve sa bonde, n'est pas incluse), et la majeure partie du bois qui l'entoure. Elle vise particulièrement les habitats d'eaux douces stagnantes (milieu déterminant).